# Haus Wohnung

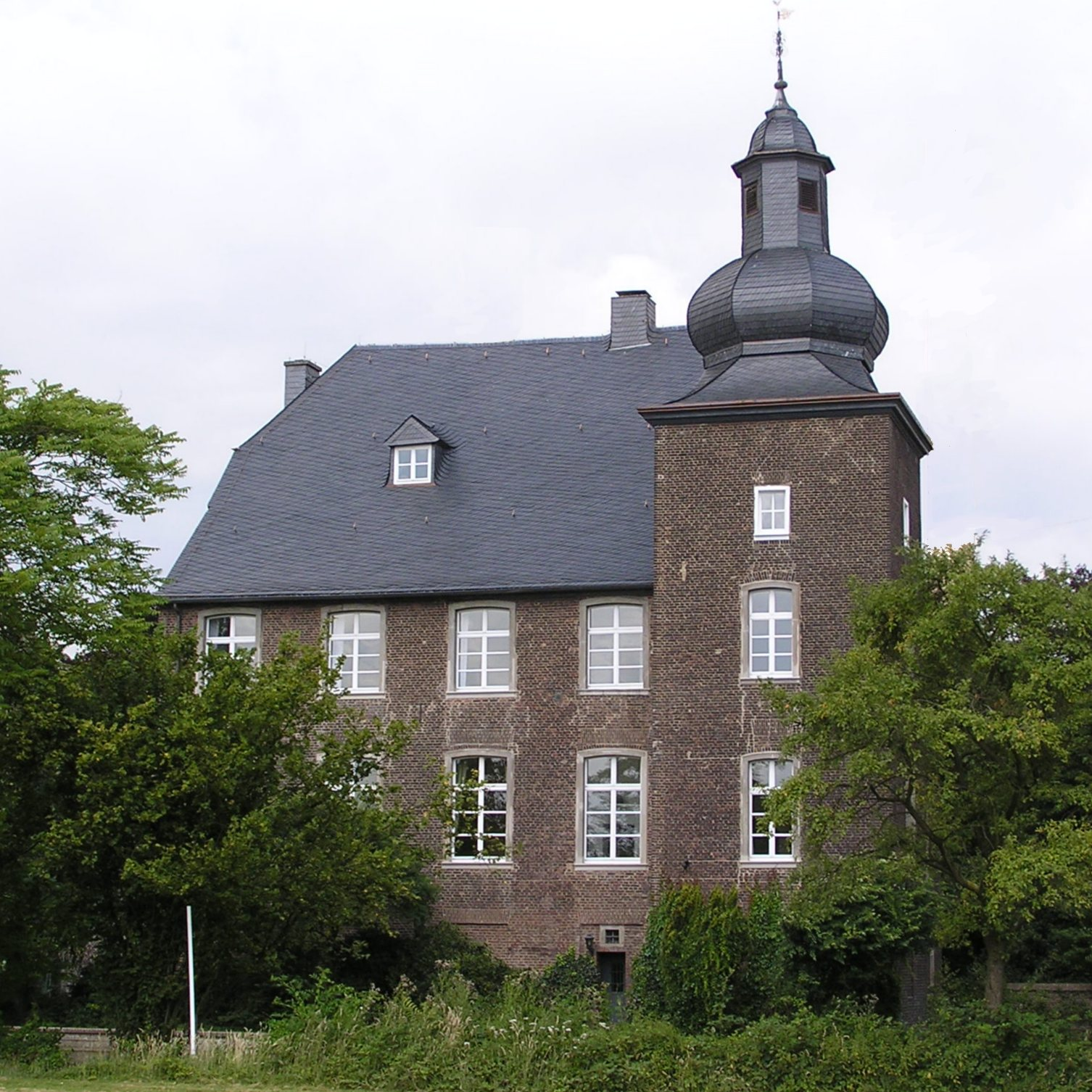
Haus Wohnung

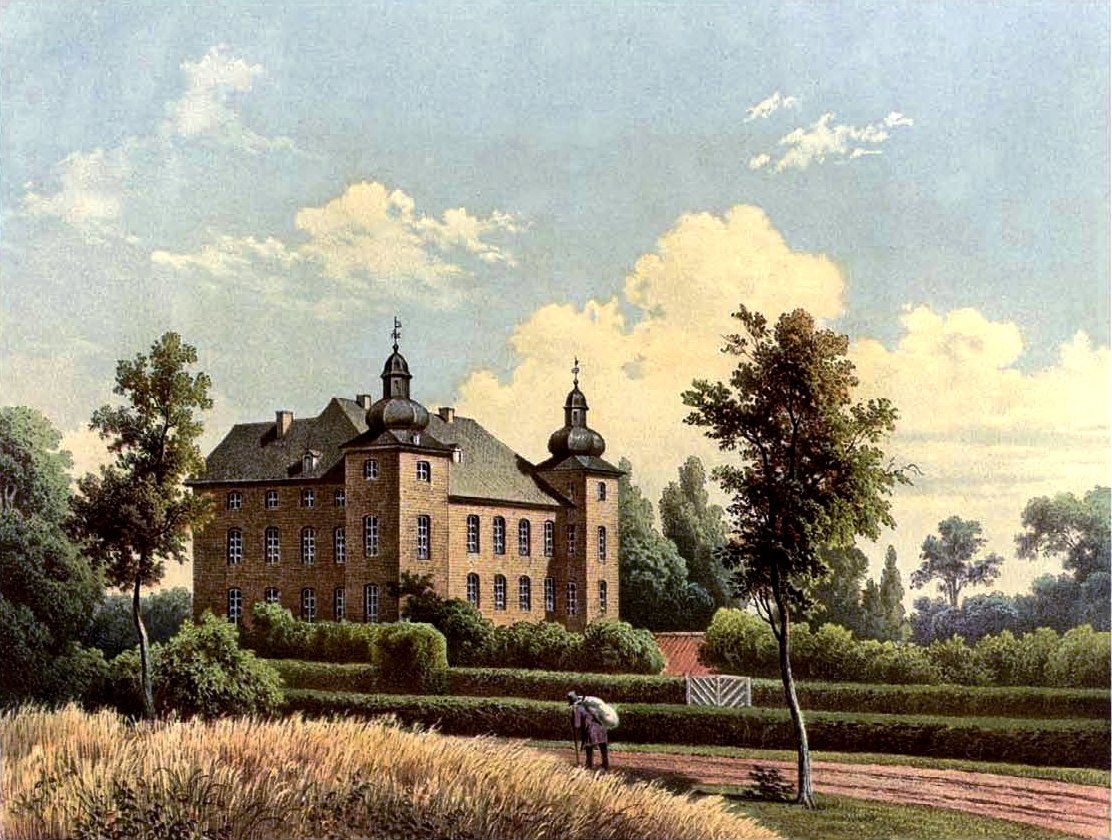
Haus Wohnung um 1860, Sammlung Alexander Duncker

Haus Wohnung ist ein Wasserschloss in Voerde im Kreis Wesel, Nordrhein-Westfalen. Der Name leitet sich vom ersten bekannten Besitzer, Arnd van der Wonyngen, ab. Aus „Wonyngen“ wurde im Laufe der Zeit „Wohnung“. Das Anwesen befand sich bis vor Kurzem im Besitz der Steag.
Durch die Heirat einer Erbtochter Wonyngen mit Johann von der Capellen kam der Rittersitz in der Mitte des 15. Jahrhunderts an die (ursprünglich Weseler) Familie von der Capellen, die es 250 Jahre besaß. Im Jahre 1608 brachte es die Erbtochter Sophie von der Capellen an ihren Ehemann Johann van Doornick aus Amersfoort. Wiederum durch Heirat einer Erbtochter ging es 1765 an Adolf von Nagel zu Vornholz über. 1937 wurde das Gut an die Thyssenschen Gas- und Wasserwerke verkauft und befand sich 2007 im Besitz der STEAG AG (jetzt: Evonik Steag GmbH).
Die Anlage wurde als Burg zu Beginn des 14. Jahrhunderts erbaut und im Jahr 1327 erstmals urkundlich erwähnt. Sie besteht aus einem Herrenhaus und einer Mühle, die von einem Park umgeben sind. Im 17. Jahrhundert wurde der inzwischen teilweise zerstörte Rittersitz durch die Familie van Doornick zu einem barocken Schloss mit zwei südlichen Zwiebeltürmen erweitert und ein „Lustgarten“ angelegt. Das dreigeschossige Herrenhaus besteht aus einem mächtigen Mittelbau aus Ziegelsteinen. Daneben steht einer von zwei Türmen mit einer Schieferhaube in Zwiebelform. Den westlichen Turm verlor Haus Wohnung durch Artilleriebeschuss im Zweiten Weltkrieg, ansonsten ist die Gebäudeanlage weitgehend in ihrem historischen Bestand erhalten. Reste des Wassergrabens sind heute noch zu sehen. Die Wassermühle wurde schon 1478 erwähnt. Sie ist nach verschiedenen Umbauten heute noch in Betrieb.